# Suché skály (přírodní rezervace)
Suché skály je přírodní rezervace poblíž obce Kostníky v okrese Třebíč v nadmořské výšce 400–450 metrů. Oblast spravuje Krajský úřad Kraje Vysočina. Na území rezervace se nachází evropsky významná lokalita Natura 2000 Suché skály. Důvodem ochrany je zachování společenstva přirozených lesů s vegetací reliktních borů, sutí a nelesních vegetací skal s výskytem vzácných a ohrožených druhů rostlin a živočichů, zejména populace kriticky ohroženého hvozdíku moravského (Dianthus moravicus).